# Oranjeorde

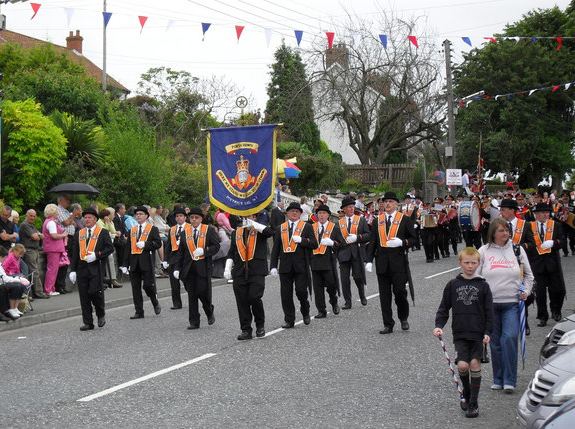
Oranjemars in Armagh (2009)

De Oranjeorde (Engels: Orange Order of Loyal Orange Institution) is een internationale protestantse broederschap die haar grootste aanhang heeft in Noord-Ierland. De Orde heeft ook afdelingen in Engeland, Schotland en Ierland, evenals in delen van het Gemenebest van Naties en de Verenigde Staten.
De Oranjeorde werd opgericht in 1795 in Loughgall in het graafschap Armagh. De naam van de Orde verwijst naar de koning-stadhouder Willem III van Oranje. De Orde is conservatief en Unionistisch en is vooral bekend door de jaarlijkse Oranjemarsen in Noord-Ierland die ook door katholieke buurten gaan en vaak voor ongeregeldheden zorgen. Leden van de Oranjeorde worden aangeduid als Orangemen, Orangists of defenders.

## Historische achtergrond
Hoewel de Oranjeorde in 1795 werd opgericht, liggen de wortels van de beweging verder terug. In de zestiende en zeventiende eeuw vestigden zich groepen Engelse en vooral Schotse protestanten in Ulster. Zij kregen landerijen die in beslag waren genomen van de autochtone, Ierse, katholieke bevolking. Ierland was altijd een onrustig bezit geweest van de Engelse koningen, de kolonisatie was een poging om een gezagsgetrouwe basis te creëren.
De oorspronkelijke bewoners zagen de kolonisten als indringers. Zowel in 1641, de Ierse opstand, als in 1688-1690, de strijd tussen Willem III en zijn schoonvader Jacobus II, probeerden de katholieken het verloren gegane bezit terug te veroveren. Beide keren tevergeefs.
Het aantreden van Willem III, bekend als de Glorious Revolution, is voor de protestanten de bevestiging van de protestantse suprematie. De uiteindelijke overwinning van Willem op zijn schoonvader, de Slag aan de Boyne op 12 juli 1690, geldt dan ook als de belangrijkste dag voor de protestanten in Noord-Ierland.

## Oprichting
De overwinning van Willem werd vanaf 1691 herdacht. Toch werd de Oranjeorde pas 100 jaar later opgericht. De aanleiding was het ontstaan van katholieke strijdorganisaties aan het einde van de achttiende eeuw. Deze groepen probeerden de rechten van katholieken met argumenten, en zo nodig ook met krachtigere middelen, te verdedigen.
In reactie hierop ontstonden protestantse verdedigingsgroepen. Uit een van deze groepen, de Peep o'Day Boys, ontstond de Oranjeorde. Directe aanleiding was een conflict tussen katholieke en protestantse gildes in Loughgall, waarbij protestantse inwoners werden belaagd.
De Orde staat vooral bekend als anti-katholiek. Oorspronkelijk was het lidmaatschap alleen weggelegd voor protestanten die tot de Church of Ireland behoorden. Onder de andere groep protestanten, de presbyterianen bestond in die periode aanhang voor het streven naar een lossere band met Groot-Brittannië. De leidende figuren in de beweging die daar in die tijd naar streefde, de United Irishmen, waren presbyterianen. Waar die organisatie streefde naar samenwerking tussen katholieken en protestanten koos de Oranjeorde voor de sectarische organisatie.
De Oranjeorde was tussen 1823 en 1845 verboden vanwege het aanzetten tot sectarisch geweld. Desondanks slaagde de Orde erin om ook in die periode de jaarlijkse marsen te organiseren. In 1834 werd het lidmaatschap ook opengesteld voor presbyterianen.

## Het marsseizoen
The Twelfth, oftewel de herdenking van 12 juli, is het jaarlijkse hoogtepunt in het zogenaamde 'marsseizoen'. De traditie van deze optochten gaat terug tot 1796. Voor de protestanten in het algemeen en voor de Orde in het bijzonder is het recht om te mogen paraderen iets zeer fundamenteels. Enerzijds lijken de marsen vooral een provocatie, hetgeen op sommige plaatsen versterkt wordt door het meelopen van groepen die een duidelijke band hebben met protestantse paramilitaire organisaties, aan de andere kant is het een herdenking van de vrijheid die werd ingevoerd door de Glorious Revolution.
De meeste marsen verlopen zonder incidenten, ook op het grondgebied van de huidige Republiek. Een aantal parades is echter in de loop der jaren zeer berucht geworden. De bekendste daarvan is wellicht de parade in Portadown. De route van die parade loopt door een katholieke buurt, die een uitgesproken republikeins karakter heeft. Dit leidde ieder jaar tot ernstige ongeregeldheden. Om dit soort incidenten te voorkomen is er een 'Parades Commission' ingesteld die het recht heeft bepaalde routes aan te wijzen of te verbieden.

## Positie van de Oranjeorde
Het ledenaantal van de Orde is niet bekend. Schattingen variëren van 40.000 tot 100.000. Bekend is wel dat er sterke banden bestaan tussen de Orde en de Unionistische partijen. Oorspronkelijk vrijwel alleen met de UUP, tegenwoordig voornamelijk met de DUP. Van veel vooraanstaande protestantse politici wordt aangenomen dat ze lid van de Orde zijn.

## Vereisten voor het lidmaatschap
Het lidmaatschap staat alleen open voor protestanten. De meeste plaatselijke afdelingen vereisen daarbij dat ook de ouders en de echtgenote protestant zijn. Het is leden ook uitdrukkelijk verboden om met een katholiek te trouwen of een katholieke mis bij te wonen.